# Gråhovedet gås
Gråhovedet gås (latin: Chloephaga poliocephala) er en andefugl, der lever i det sydlige Chile og på Ildlandet.